# The Monolith Deathcult
The Monolith Deathcult ist eine niederländische Death- und Industrial-Metal-Band aus Kampen, die im Jahr 2002 unter dem Namen Monolith gegründet wurde.

## Geschichte
Die Band wurde im Jahr 2002 von den Gitarristen Michiel Dekker und Martijn Moes, Bassist und Sänger Robin Kok und Schlagzeuger Sjoerd Visch unter dem Namen Monolith gegründet. Unter diesem Namen veröffentlichte die Band im Jahr 2003 ihr Debütalbum The Apotheosis, obwohl die Gruppe auch schon unter dem Namen The Monolith Deathcult bekannt war. Im Jahr 2005 schloss sich das zweite Album The White Crematorium an, worauf Keyboarder Carsten Altena als neues Mitglied zu hören war. Nachdem im Jahr 2008 das Album Trivmvirate veröffentlicht worden war, erschien 2010 über Twilight Vertrieb das Album The White Crematorium als Neuauflage unter dem Namen The White Crematorium 2.0. Danach verließ Gitarrist Moes die Band und wurde 2011 durch Ivo Hilgenkamp ersetzt, ehe Mitte Mai 2013 das nächste Album Tetragrammaton folgte.

## Stil
Die Band spielte auf ihrem Debütalbum The Apotheosis aggressiven und technisch anspruchsvollen Death Metal, vergleichbar mit Gruppen wie Nile und Deicide. Auf dem zweiten Album The White Crematorium spielte die Band in einem vergleichbaren Stil, der an die alten Werke von Paradise Lost, sowie wieder Nile und Deicide erinnert, wobei sich The Monolith Deathcult weniger experimentell gab. Wichtigste Neuerung auf dem Album war der Einsatz eines Keyboards. Auf dem dritten Album Trivmvirate veränderte die Band ihren Stil und verlangsamte die Geschwindigkeit der Lieder, während die Einflüsse aus dem Industrial Metal verstärkt verarbeitet wurden. Auch auf dem Album Tetragrammaton spielte die Band technisch anspruchsvollen und aggressiven Death Metal, vergleichbar mit den Werken von Nile und Cryptopsy, mit starken Industrial-Metal-Einflüssen.

## Diskografie

### Als Monolith
- 2002: Obliteration of the Despised (Demo, Eigenveröffentlichung)
- 2003: The Apotheosis (Album, Cold Blood Industries)

### Als Monolith Deathcult

#### Alben
- 2005: The White Crematorium (Karmageddon Media)
- 2008: Trivmvirate (Twilight Vertrieb) (Remastered 2016)
- 2010: The White Crematorium 2.0 (The Revenge of the Failed) (Twilight Vertrieb)
- 2013: Tetragrammaton (Season of Mist)
- 2015: Blöodcvlts (Season of Mist)
- 2017: V1ersvs (Hammerheart Records)
- 2018: V2ergelding: Dawn of the Planet of the Ashes (Human Detonator Records)
- 2021: V3ernedering: Connect The Goddamn Dots (Human Detonator Records)
- 2024: The Demon Who Makes Trophies of Men (Human Detonator Records)

#### Sonstiges
- 2014: Obliteration of the Despised & Decade of Depression (Kompilation, Hammerheart Records)
- 2014: The Disaster Tapes 2006-2012 (Kompilation, Eigenveröffentlichung)
- 2018: Fist of Stalin (Single, Human Detonator Records)
- 2018: Dawn of the Planet of the Ashes (Single, Human Detonator Records)
- 2019: Connect The Goddamn Dots (Single)
- 2020: Feet of Jeremiah (Single)
- 2020: The White Silence (Single Edit)
- 2020: The White Silence (Nobody Trusts Anybody Now) / Breaking the Sound of Death (Split mit Demon Lodge)
- 2021: Gone Sour, Doomed (Single)
- 2022: Three-Headed Death Machine (Single)
- 2022: Matador (Single)
- 2023: I Spew Thee Out of My Mouth (Single)
- 2024: The Demon Who Makes Trophies of Men (Maxi-Single, Human Detonator Records)
- 2024: Commanders Encircled with Foes (Maxi-Single, Human Detonator Records)